# Aplidiopsis sabulosa
Aplidiopsis sabulosa är en sjöpungsart som beskrevs av Kott 1992. Aplidiopsis sabulosa ingår i släktet Aplidiopsis och familjen klumpsjöpungar. Inga underarter finns listade i Catalogue of Life.